# Siegerlandweg

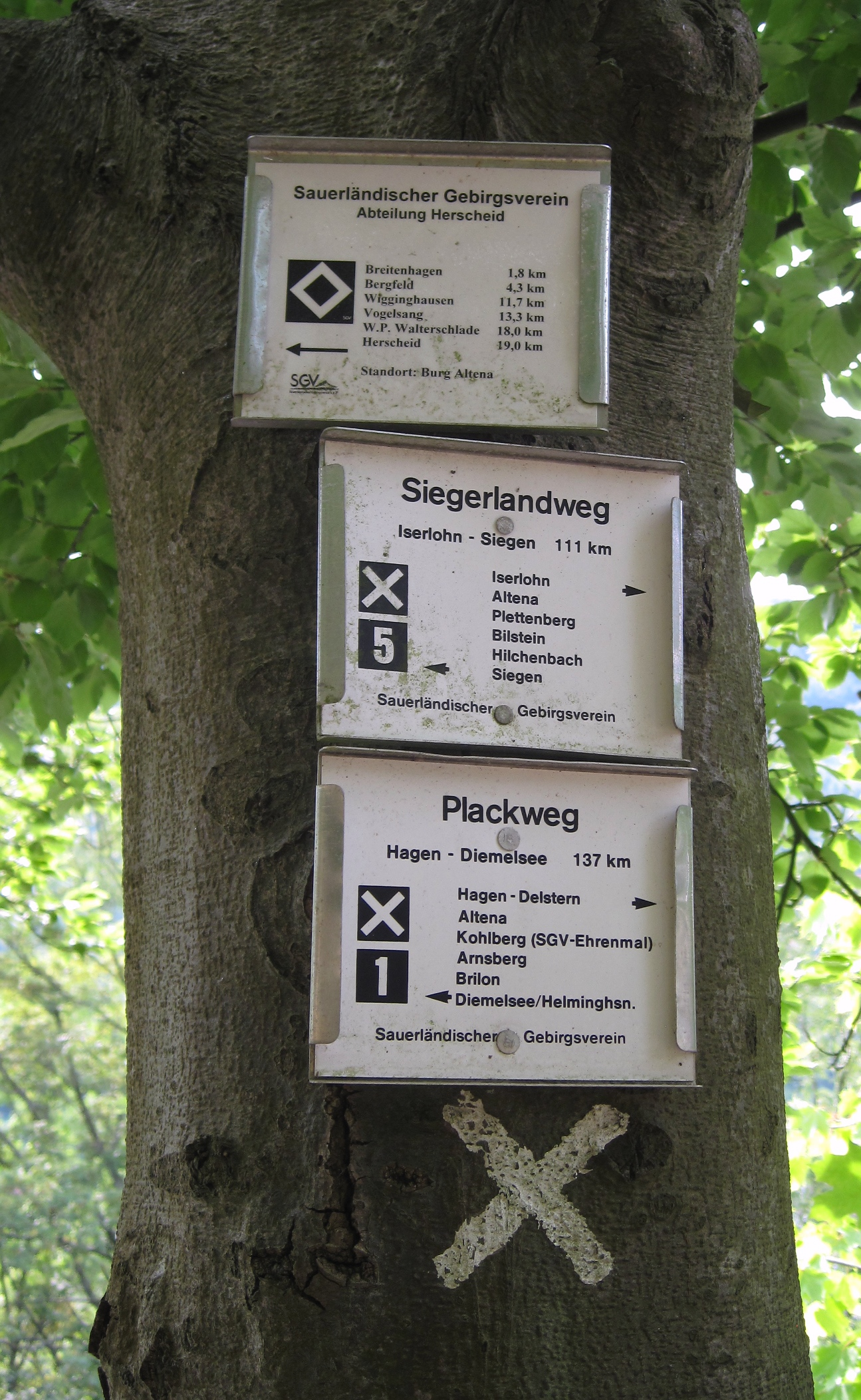
Wegzeichen nahe der Burg Altena

Der Siegerlandweg ist ein etwa 117 km langer Hauptwanderweg im Gebiet des Sauerländischen Gebirgsvereins und besitzt wie auch all die anderen Hauptwanderstrecken als Wegzeichen das weiße Andreaskreuz (X), an Kreuzungspunkten um die Ziffer 5 erweitert.
Nach seinem Startpunkt am Bahnhof Iserlohn führt der Weg in südliche Richtung über Altena, Wellin, Plettenberg, Finnentrop, Bilstein und Welschen Ennest ins Siegerland und dort über Hilchenbach nach Siegen.